# Thoré-la-Rochette
Thoré-la-Rochette ist eine französische Gemeinde mit 817 Einwohnern (Stand: 1. Januar 2022) im Département Loir-et-Cher in der Region Centre-Val de Loire; sie gehört zum Arrondissement Vendôme und zum Kanton Montoire-sur-le-Loir.
Den Namenszusatz "la Rochette" nahm die Gemeinde 1919 an.

## Geografie
Die Gemeinde Thoré-la-Rochette liegt in einer weiten Flussschleife des Loir, an der Einmündung seines Zuflusses Brisse, etwa acht Kilometer westlich von Vendôme.

## Bevölkerungsentwicklung
| Jahr      | 1962 | 1968 | 1975 | 1982 | 1990 | 1999 | 2007 | 2018 |
| Einwohner | 685  | 679  | 793  | 823  | 863  | 884  | 927  | 863  |

## Sehenswürdigkeiten
- Schloss Rochambeau (18. Jahrhundert, Monument historique)

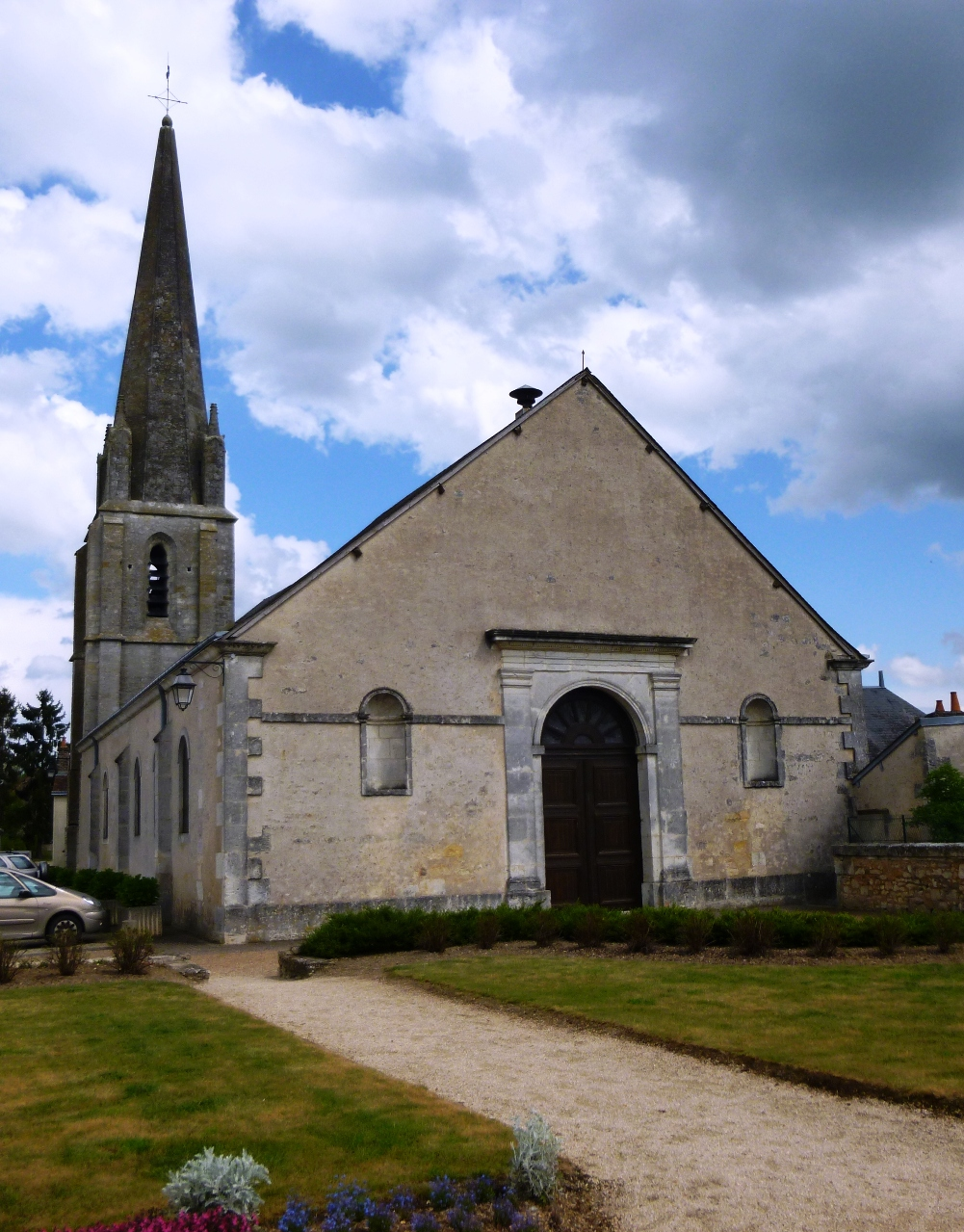
Kirche Saint-Denis
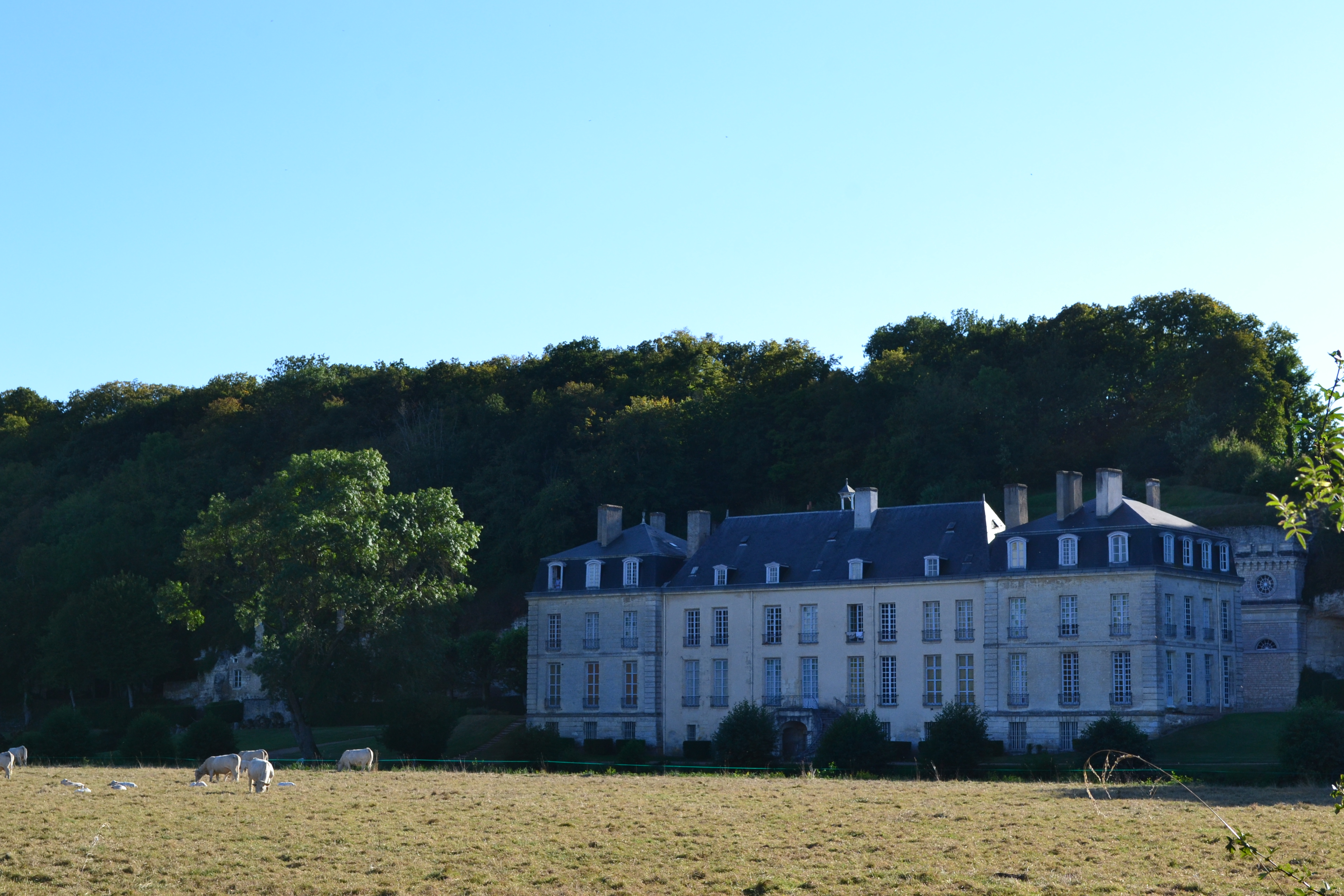
Schloss Rochambeau

- Kirche Saint-Denis
- Schloss Rochambeau

## Persönlichkeiten
- Guillaume de Montmorency, seigneur de Thoré (1547/47–1594), Militär
- Jean-Baptiste-Donatien de Vimeur, comte de Rochambeau (1725–1807), Marschall von Frankreich, starb in Thoré
- Tony Duvert (1945–2008), Schriftsteller, starb in Thoré